# Biltzheim
Biltzheim (Bilzheim in tedesco) è un comune francese di 478 abitanti situato nel dipartimento dell'Alto Reno, nella regione del Grand Est.

## Società

### Evoluzione demografica
Abitanti censiti